# بول راسل (روائي)
بول راسل (بالإنجليزية: Paul Russell)‏ (1 يوليو 1956)؛ شاعر وروائي أمريكي.